# Публичный акт уничтожения папской буллы (1520)
Публичный акт уничтожения папской буллы — сожжение в присутствии магистров и студентов папской буллы «Exsurge Domine» (Восстань, Господи!) 10 декабря 1520 года у Эльстернских ворот в Виттенберге Мартином Лютером. Ответ Лютера Римской курии на обнародование (promulgatio — оглашение) буллы в немецких городах Мейсене, Бранденбурге, Мерзебурге, а затем и в Виттенберге.

## Предыстория
В январе 1519 года из Рима в Альтенбург прибыл папский комиссар Карл фон Мильтице с целью убедить Мартина Лютера приостановить полемику по неудобным для папы темам. Предложенный довод был логичным: «прошу вас молчать — пока молчат противники».
Наступил перерыв: Лютер вновь вернулся к преподаванию, а Римская курия готова была ещё более смягчить отношение к Лютеру. Однако усилия комиссара были сорваны плохо продуманными действиями доктора Иоганна Экка, который в большом академическом собрании Лейпцига решил затеять при посредничестве Лютера публичный диспут (Лейпцигский диспут) с виттенбергским преподавателем Андреем Боденштайном по такому щекотливому вопросу, как «пределы папской власти». Итогом диспута послужили слова Экка: «Если вы, Лютер, полагаете, что собор духовенства может ошибаться, то вы для меня не более, чем язычник и мытарь».
После Лейпцигского диспута религиозные вопросы оживились с новой силой. Основы религии «стали предметом всестороннего и серьёзного изучения» Лютером и его сподвижниками. При участии профессора Виттенбергского университета Филиппа Меланхтона были изучены греческие и еврейские тексты Святого Писания. Многие религиозные деятели советовали Лютеру остановиться на достигнутом; что, мол, поднятое Лютером «волнение» устранит «грубейшие злоупотребления» Римской курии. Однако Лютер уже «был увлечен водоворотом общего народного движения». Он пишет новые реформаторские сочинения: «К христианскому дворянству немецкой нации», «О вавилонском пленении церкви».
В своем труде «К христианскому дворянству немецкой нации» Лютер писал, что «всякий крестившийся может считать себя уже посвященным в священники». Он утверждал, что «эта великая милость, даваемая Крещением и принадлежностью к христианству», была уничтожена Римской курией.
Он предложил основу «нового строя христианской общины», по которому в каждом городе граждане могли избрать «из своей среды просвещенного благочестивого гражданина, поручая ему обязанности священника, предоставляя ему право вступать в брак или оставаться безбрачным». В том же труде Лютер с негодованием пишет о действиях Папы, который считает вполне уместным ставить себя «над светской властью» вопреки Святому Писанию. У нас (немцев) — имя империи, а у папы — наше имущество, честь, тело, жизнь, душа и все, что имеем.
В сочинении «О вавилонском пленении церкви» Мартин Лютер отмечал, что Папа всегда грешит против свободы Церкви, устанавливая для христианина его обязанности и требуя их исполнения.
Лютер писал, что «ни папа, ни епископ, ни какой-либо другой человек не имеют права» навязывать «в тираническом духе» истинному христианину молитвы, посты, почитания. Подобными действиями «сегодняшние духовники» «пленили и подавили более, чем турки, подлинную свободу Церкви».

## Действия Римской курии непосредственно перед актом сожжения буллы
В Риме пришло осознание в необходимости покончить с «ересью» Лютера. 15 июня 1520 года в ходе заседаний папской консистории была выработана булла «Exsurge Domine». В ней были приведены 41 извлечение из произведений Лютера. Лютеру было указано в течение 60 дней отречься от своих убеждений, преподавания и проповедничества. Иоганн Экк в сопровождении двух нунциев доставил в Германию папскую буллу. В городах Мейсене, Бранденбурге, Мерзебурге булла была выставлена на публичное обозрение. Нунции провозгласили, что расправятся с курфюрстом Саксонским, который покровительствует деятелям Реформации. Однако в городах Германии они встретили ожесточенное противодействие горожан, которые поддержали Лютера. В Лейпциге Экк вынужден был укрыться от студентов и толпы. Местное духовенство не спешило оказывать содействие Римской курии: их чувство собственного достоинства было уязвлено плохо продуманными действиями доктора Экка.
В ноябре 1520 года в Виттенберге была обнародована папская булла. В ответ на появление буллы в университетском городе Лютер опубликовал работу «О свободе христианина». Эта работа подтвердила его приверженность ранее опубликованным утверждениям. В том же месяце он опубликовал новое воззвание ко всем верующим и папе, где называл последнего «заблудшим, заклятым еретиком и отщепенцем».

## Сожжение буллы
10 декабря 1520 года «в 9 часов утра процессия магистров и студентов двинулась к Эльстернским воротам, где был устроен костер, на который были возложены сочинения Экка и книги канонического права». В присутствии магистров и студентов Лютер кинул буллу и папские постановления в костер со словами по-латыни: «Так как ты заставил скорбеть Бога, то да заставит и тебя скорбеть».

## Последствие сожжения буллы
После сожжения папских документов и постановлений в Виттенберге у Эльстернских ворот, папе ничего не оставалось, как реализовать свою угрозу, указанную в булле «Exsurge Domine» от 15 июня 1520 года: объявить Лютера еретиком.
3 января 1521 года была опубликована булла «Decet Romanum pontificem», которая объявила Мартина Лютера «еретиком», а также всех тех, кто в будущем поддержит Лютера и его учеников. Папа приказал генеральному инквизитору всей Германии майсенскому архиепископу Альбрехту защитить католическую веру, приступить к борьбе с «ересью» Лютера, судить всех «стойких» лютеран.
Сожжение папской буллы и отлучение Лютера от церкви стали началом Контрреформации: движение Римско-католической церкви против Реформации — попытка восстановить позиции католической церкви в Западной Европе.